# 新潟県道360号関山中郷線
新潟県道360号関山中郷線（にいがたけんどう360ごう せきやまなかごうせん）は、新潟県妙高市から同県上越市に至る一般県道である。

## 概要

### 路線データ
- 起点：新潟県妙高市大字関山字横町三（新潟県道39号妙高高原公園線交点）
- 終点：新潟県上越市中郷区二本木字大沼（新潟県道217号二本木岡川新井線交点）

## 通過する自治体
- 新潟県
  - 妙高市 - 上越市

## 接続する道路
- 新潟県道39号妙高高原公園線（起点：妙高市大字関山字横町三）
- 新潟県道217号二本木岡川新井線（終点：上越市中郷区二本木字大沼）

## 周辺
- えちごトキめき鉄道 関山駅
- 上信越自動車道 妙高サービスエリア
- 陸上自衛隊 関山演習場
- 妙高市役所 妙高支所
- 妙高市立妙高中学校
- 妙高市立妙高小学校
- 新井信用金庫 関山支店
- JAえちご上越 関山支店
- 関山郵便局
- ナルス せきやま店
- 妙高サンシャインランド
  - 天然温泉
  - ゴルフ場
  - 遊園地
- 松ヶ峯温泉